# 君权号战列舰 (1891年)
君权号战列舰（英語：HMS Royal Sovereign）是英国皇家海军于1890年代末建造的七艘君權級戰艦中的首舰。她于1892年开始服役，1897年，她被调派至地中海舰队，至1902年归国。在该舰于1903至1904年一次漫长的改造之前，她曾被短暂分配至英国海岸警备队。君权号于1905年转为预备役，并于1909年退役。四年后，该舰被当做废品在意大利出售。

## 设计

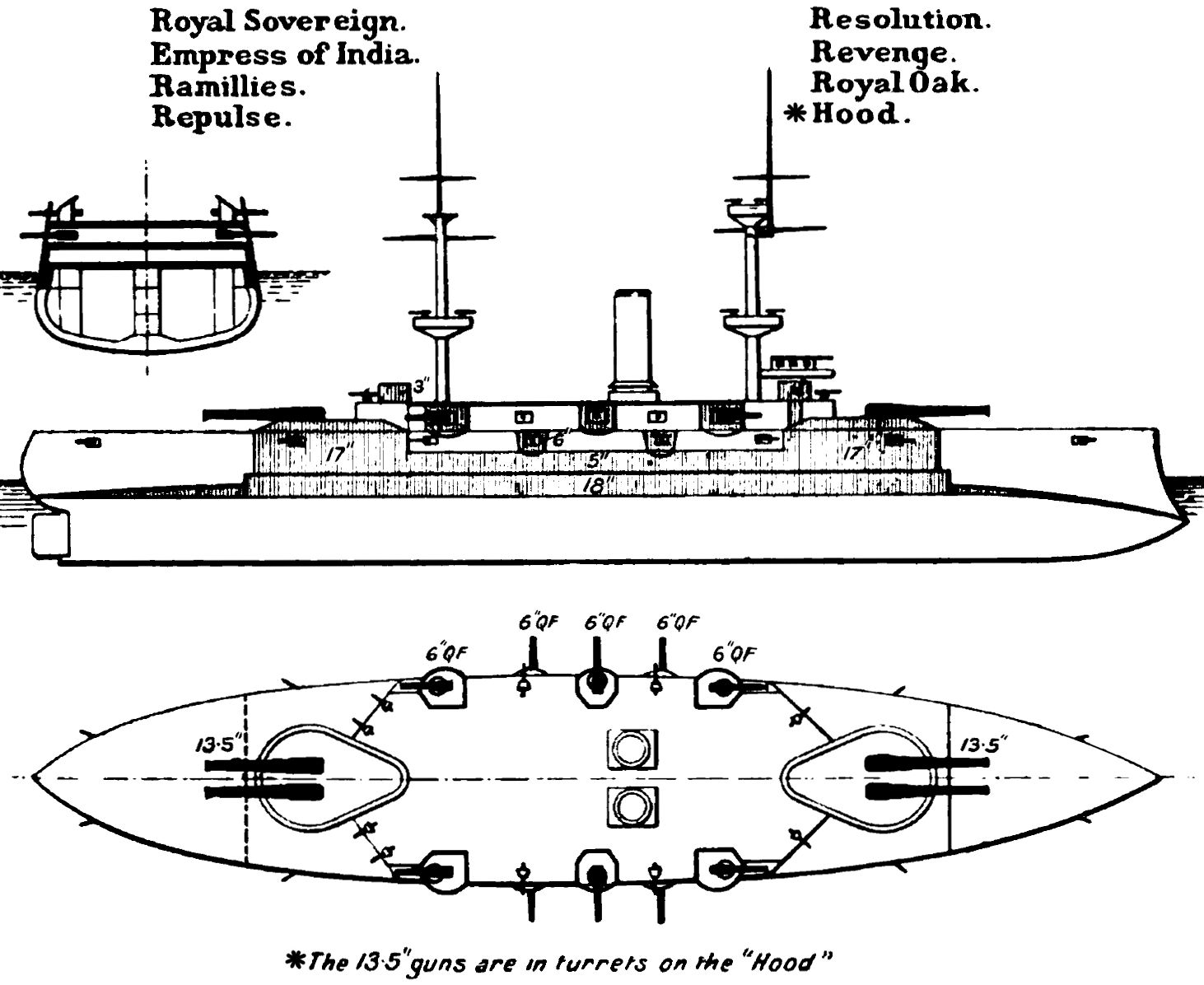
刊登于《布拉西海军年鉴》上的君权级战列舰的右视图和立面图

君权级战列舰的外型源于海军上将级铁甲舰的设计，并大幅扩大了外壳以改进船舶耐波性，舰艇还额外提供了一个空间安装辅助武器，这一点和前级舰艇特拉法加级铁甲舰的设计相同。君权号的标准排水量14,150長噸（14,380公噸），满载排水量15,580長噸（15,830公噸）。垂标间距长度380英尺（115.8），全长长度410英尺6英寸（125.1），船宽75英尺（22.9），吃水深度27英尺6英寸（8.4）。君权号可以载670名军官和船员。

### 书目
- Akers, T. H. . London: Westminster Press. 1902. OCLC 669130439.
- Burt, R. A. . Annapolis, Maryland: Naval Institute Press. 2013. ISBN 978-1-59114-065-8.
- Chesneau, Roger & Kolesnik, Eugene M. (编). . Greenwich, UK: Conway Maritime Press. 1979. ISBN 0-8317-0302-4.
- Gardiner, Robert (编). . Conway's History of the Ship. London: Conway Maritime Press. 1992. ISBN 1-55750-774-0.
- Parkes, Oscar. . Annapolis, Maryland: Naval Institute Press. 1990 [1957]. ISBN 1-55750-075-4.